# Giro d'Oro
Giro d'Oro ("Guldrundan") var ett italienskt endags linjelopp i landsvägscykling som avhölls i provinsen Trento i regionen Trentino-Alto Adige (Trentino-Sydtyrolen) från 1983 till 2008. Det var ett amatörlopp till och med 1995. När UCI Europe Tour skapades 2005 inkluderades Giro d'Oro kategoriserat som 1.1. Loppet hade start och mål i Comano Terme och gick vanligtvis i april strax före Giro del Trentino, vilket i sin tur går strax före Giro d'Italia (men 1998–2001 kördes Giro d'Oro i juli och 2002–2004 i juni).
Loppet skall inte blandas samman med Ruota d'Oro som är ett italienskt U23-lopp som avhållits i Toscana sedan 1978.

## Podieplaceringar
| År   | Vinnare              | Tvåa               | Trea                |
| 1983 | Ezio Moroni          | Herrik Santisiak   | Pierangelo Cornelio |
| 1984 | Luciano Godio        | Moravio Pianegonda | Antonio Santaromita |
| 1985 | Paolo Dalbianco      | Lorenzo Inama      | Gianni Pigatto      |
| 1986 | Pierluigi Berzotelli | Sandro Santon      | Fabio Campagna      |
| 1987 | Federico Longo       | Paolo Ricciuti     | Gianni Faresin      |
| 1988 | Stefano Dalla Pozza  | Remo Rossi         | Stefano Cecchini    |
| 1989 | Igor Tramanin        | Luca Prada         | Kristian Zanolin    |
| 1990 | Carlo Benigni        | Stefano Cortinovis | Mauro Bettin        |
| 1991 | Sergio Barbero       | Carlo Combacchini  | Marco Rosani        |
| 1992 | Fausto Dotti         | Massimo Donati     | Andrea Noè          |
| 1993 | Mauro Bettin         | Roberto Menegotto  | Daniele Pontoni     |
| 1994 | Roberto Dal Sie      | Luigi Dalla Bianca | Stefano Finesso     |
| 1995 | Davide Casarotto     | Luca Prada         | Luigi Dalla Bianca  |

| År   | Vinnare            | Tvåa                | Trea                  |
| 1996 | Emiliano Murtas    | Gianluca Valoti     | Stefano Finesso       |
| 1997 | Michele Favaron    | Fabrizio Guidi      | Raffaele Longo        |
| 1998 | Angelo Citracca    | Igor Pugaci         | Gian-Paolo Mondini    |
| 1999 | Milan Kadlek       | Fabio Bulgarelli    | Gianluca Tonetti      |
| 2000 | Alessandro Baronti | Serhij Matvjejev    | Eddy Ratti            |
| 2001 | Oscar Borlini      | Alessandro Guerra   | Domenico Romano       |
| 2002 | Damiano Cunego     | Patrik Sinkewitz    | Remmert Wielinga      |
| 2003 | Dave Bruylandts    | Staf Scheirlinckx   | Glen Chadwick         |
| 2004 | Jure Golčer        | Eddy Ratti          | Giampaolo Cheula      |
| 2005 | Luca Mazzanti      | Freddy González     | José Rujano           |
| 2006 | Damiano Cunego     | Giuseppe Palumbo    | Luca Mazzanti         |
| 2007 | Dainius Kairelis   | Luis Felipe Laverde | Christian Pfannberger |
| 2008 | Gabriele Bosisio   | Danilo Di Luca      | Franco Pellizotti     |